# Shiro Teshima
Shiro Teshima (26 februarie 1907 - 6 noiembrie 1982) a fost un fotbalist japonez.

## Statistici
| Japonia | Japonia | Japonia |
| An      | Meciuri | Goluri  |
| ------- | ------- | ------- |
| 1930    | 2       | 2       |
| Total   | 2       | 2       |